# Яхав-Те'-К'ініч I
Яхав-Те'-К'ініч I (д/н — 531) — ахав К'анту у 484—531 роках.

## Життєпис
Син ахава К'ак'-Ухоль-К'ініча I та Іш-Йо'ль-Ч'еєн-Аки, принцеси з царства Баашвіц. Про дату народження немає відомостей. Після смерті батька у 484 році стає ахавом. Церемонія інтронізації відбулася в день 9.2.9.0.16, 10 Кіб 4 Поп (13 квітня 484 року).
Не проводив активної зовнішньої політики. Водночас багато зробив для посилення економічної та політичної потуги держави. З нагоди святкування закінчення к'атуна 9.4.0.0.0, 13 Ахав 18 Яш (18 жовтня 514 року) Яхав-Те'-К'ініч I встановив стелу 13. Вирізаний на стелі текст зберігся погано, але спочатку на ній була представлено родовід, який включав імена батьків Яхав-Те'-К'ініч I. Також в часи його панування встановлено стелу 20 і вівтар 4.
Помер у 531 році (точна дата поки не виявлена). Владу успадкував її син К'ан I.